# Short Belfast
Short Belfast — важкий, турбогвинтовий, військово-транспортний літак, розроблений британською авіабудівною компанією Short Brothers, що базується в Белфасті. Загалом було побудовано 10 літаків, усі вони надійшли на озброєння Королівських повітряних сил Великої Британії (RAF), де вони експлуатувалися під позначенням Short Belfast C.1. Станом на 1966 рік, коли Short Belfast був прийнятий на озброєння, він став найбільшим літаком, що експлуатувався RAF і першим літаком придатним для здійснення польотів за нульової видимості в історії британських повітряних сил. Кожен з цих літаків окрім бортового номера отримав власне ім'я.
Після зняття з озброєння, 1976 року, п'ять літаків було продано цивільній авіакомпанії Transmeridian Air Cargo. В подальшому окрім здійснення цивільних, вантажних рейсів, ці літаки неодноразово фрахтувалися для потреб Королівських повітряних сил Великої Британії, і навіть були задіяні в місіях постачання RAF у двох війнах кінця XX століття: Фолклендській війні та війні у Перській затоці.

## Історія

### Створення
Літак Belfast бере свій початок від досліджень, проведених виробником літаків Short Brothers щодо можливості поєднання чотирьох турбогвинтових двигунів Bristol Orion з планером, оптимізованим для транспортування різних військових припасів у середині 1950-х років.

## Технічний опис
|                            | Canadair CL-44                                                                                             | Short Belfast                                                                                              | Ан-22 «Антей» |
| -------------------------- | --- | --- | --- |
| Зовнішній вигляд           | | | |
| Перший політ               | 1959 | 1964 | 1965 |
| Початок експлуатації       | 1960 | 1966 | 1969 |
| Розробник                  | Canadair                                                                                                   | Short Brothers                                                                                             | ОКБ імені Олега Антонова                                                                                                   |
| Виробник                   | Canadair                                                                                                   | Short Brothers                                                                                             | ТАВО імені Чкалова |
| Основні характеристики     | | | |
| Екіпаж                     | 4 особи (2 пілоти, бортінженер та спеціаліст з навантаження)                                               | 5 осіб (2 пілоти, штурман, бортінженер та спеціаліст з навантаження)                                       | 7 осіб (2 пілоти, штурман, бортінженер, технік авіаційного обладнання, технік десантно-транспортного обладнання та радист) |
| Довжина                    | 41,73 м | 41,58 м | 57,31 м |
| Висота                     | 11,18 м | 14,33 м | 12,54 м |
| Розмах крил                | 43,38 м | 48,40 м | 64,40 м |
| Площа крила                | 193 м² | 229 м² | 345 м² |
| Довжина вантажного відсіку | 30,00 м | 25,60 м | 26,40 |
| Ширина вантажного відсіку  | 3,35 м | 4,88 м | 4,40 м |
| Висота вантажного відсіку  | 2,05 м | 4,88 м | 4,40 м |
| Місткість                  | 160 військових                                                                                             | 150 військових (250 у варіанті розміщення в 2 поверхи)                                                     | 290 солдатів або 206 поранених або 151 парашутист-десантник                                                                |
| Вантажність                | 29959 кг                                                                                                   | 35380 кг                                                                                                   | 60000 кг |
| Вага порожнього            | 40348 кг                                                                                                   | 57606 кг                                                                                                   | 120000 кг |
| Максимальна злітна вага    | 95000 кг                                                                                                   | 104326 кг                                                                                                  | 226000 кг |
| Двигуни                    | 4 × турбогвинтові Rolls-Royce Tyne 12 Mk 515 потужністю 5730 к.с. кожен                                    | 4 × турбогвинтові Rolls-Royce Tyne 12 Mk 515-101W потужністю 5730 к.с. кожен                               | 4 × турбогвинтові НК-12МА потужністю 15265 к.с. кожен                                                                      |
| Повітряні гвинти           | чотирилопатеві, Hawker Siddeley Dynamics діаметром 4,9 м, зі змінним кроком гвинта і можливістю флюгування | чотирилопатеві, Hawker Siddeley Dynamics діаметром 4,9 м, зі змінним кроком гвинта і можливістю флюгування | чотирилопатеві, здвоєні співвісні АВ-90, діаметром 6,2 м, зі змінним кроком гвинта і можливістю флюгування                 |
| Льотні характеристики      | | | |
| Максимальна швидкість      | 670 км/год                                                                                                 | 566 км/год                                                                                                 | 650 км/год |
| Крейсерська швидкість      | 646 км/год                                                                                                 | 541 км/год                                                                                                 | 580 км/год |
| Швидкість звалювання       | | 180 км/год                                                                                                 | |
| Дальність польоту          | | | |
| Дальність перегінна        | | | |
| Практична стеля            | | | |
| Скоропідйомність           | | | |

### Льотні характеристики
- Швидкість звалювання: 180 км/год
- Дальність польоту: 1609 км (з повним завантаженням)
- Дальність перегінна: 9817 км
- Практична стеля: 9144 м
- Скоропідйомність: 5,4 м/с